# Colobothea roppai
Colobothea roppai là một loài bọ cánh cứng trong họ Cerambycidae.